# Tenthyridium peleus
Tenthyridium peleus is een keversoort uit de familie Cupedidae. De wetenschappelijke naam van de soort is voor het eerst geldig gepubliceerd in 1854 door Westwood.